# Hardcore porno
 For alternative betydninger, se Hardcore.
Hardcore porno er en betegnelse for hård porno, hvor man ser eksplicit penetration, eksempelvis film som Ole Eges Bordellet (1972) og Knud Vesterskovs Constance (1998).
I modsætning til softcore viser hardcore i pornografiens verden, hvad der foregår. Dvs. at, hvor klip af direkte penetration og nærbilleder af kønsdele er udeladt, vil man i hardcore finde dette. Desuden vil man i hardcore ofte finde nærbilleder af mandens ejakulation og pigens sprøjtende kønsorgan. 
| Sex | Spire Denne artikel om sex eller sexologi er en spire som bør udbygges. Du er velkommen til at hjælpe Wikipedia ved at udvide den. |